# Аргилоска гробница I
Аргилоска гробница I (на гръцки: Α' Μακεδονικός Τάφος της Αργίλου) е македонско погребално съоръжение, строено около IV век пр.н.е.
Гробницата заедно с Аргилоската гробница II е разположена в некропола на Аргилос, източно от града и западно от съвременното село Сикия. Изкопана е в склона на малък хълм. От Аргилоската гробница I са запазени част от дромоса и входът на камерата.
- Находки от гробницата в Серския археологически музей
- Вратата на Аргилоска гробница I
- Мраморният саркофаг
- Детайл от мраморния саркофаг